# Шутер від третьої особи

Фрагмент Mass Effect 2

Шутер від третьої особи (TPS) — це жанр тривимірних відеоігор, в якому камера знаходиться не в очах персонажа, а над ним чи за спиною. Ігровий процес TPS майже не відрізняється від шутерів від першої особи, тобто в основному складається зі стрільби.

## Особливості
Шутери від третьої особи являють собою різновид 3D-шутера. Ігри цього жанру мають багато подібностей з FPS, але відрізняються від них розташуванням ігровий камери — тут вона знаходиться позаду персонажа, в той час як в FPS ігровий світ сприймається безпосередньо очима героя гри.
Рівні являють собою замкнуті локації, на яких присутні противники, перешкоди і корисні предмети. Дійти до кінця рівня можна або скориставшись одним з декількох альтернативних шляхів, або тільки одним, строго визначеним. Досить часто на рівні потрібно не тільки знайти вихід, але і виконати завдання (наприклад, знищити важливу мету, знайти захопленого противниками персонажа і т. д.). Також нерідко, щоб завершити рівень, гравцеві потрібно битися з босом — особливо сильним противником, перемога над яким часто визначається не стільки грубою силою як тактикою і знанням слабких місць (англ. weak point) боса.
Герой гри носить при собі різноманітне озброєння, часто в міру проходження з'являється можливість його вдосконалювати. Часом набір зброї чітко визначений і гравець може лише вибирати найбільш підходящу (наприклад, в Contra: Shattered Soldier).В шутерах від третьої можуть реалізовуватися принципи рольових ігор, в тому числі навички, вдосконалення зброї, розвиток персонажа за рівнями в міру накопиченого досвіду. Режим огляду від третьої особи також інколи додається до ігор інших жанрів.
Противники також мають при собі зброю, але можуть бути і беззбройні (звірі, чудовиська, зомбі); вони можуть нападати як поодинці (часто використовуючи елемент раптовості), так і групами. У деяких іграх озброєні противники можуть ховатися за перешкодами, а неозброєні (а також боси) — атакувати з близької відстані особливим прийомом. В останньому випадку від гравця вимагається певна швидкість реакції.
Корисні предмети в FPS в основному призначаються для відновлення стану персонажа (аптечки, броня), для вирішення головоломок (записи з підказками) і просування далі за рівнем (ключі від дверей, частини головоломок) або по сюжету.
Шутери від третьої особи мають інтерфейс, HUD (англ. Heads-Up Display), подібний на інтерфейс шутерів від першої особи (FPS). Більшість ігор відображають на екрані інформацію про гравця: зброя/обладнання, боєприпаси, здоров'я персонажа, ключові точки (зазвичай стрілкою в напрямку об'єкта), список завдань тощо.
Прикладами шутерів від третьої особи є такі ігри як Contra: Shattered Soldier, Duke Nukem: Time to Kill, Left 4 Dead 2, Max Payne, Star Wars: Lethal Alliance, Mass Effect (серія) та інші.